# Øvre Canada
Provinsen Øvre Canada (fransk: Province du Haut-Canada, engelsk: Province of Upper Canada) var en britisk koloni langs nord- og østsiderne af Lake Huron og Lake Superior og op til der, hvor vandskellet mod Ottawa-floden går; provinsen eksisterede i perioden 1791-1841. Den omfattede det sydlige af nutidens Ontario-provins og tillige en stor del af det nordlige af den i form af det område, der gik under navnet Pays d'en Haut i den tidligere franske koloni Ny Frankrig. Provinsen var afstået til Storbritannien efter dette riges sejr i Syvårskrigen, også kaldet den franske og indianske krig i Nordamerika. Øvre Canada var blevet et område, hvor britiske loyalister flygtede til efter den amerikanske revolution.
Provinsen Øvre Canada blev etableret via Konstitutionsloven fra 1791, som ændrede provinsen Québec til provinsen Øvre Canada og provinsen Nedre Canada. Ordet "øvre" refererer til det geografiske område længere oppe ad floden Saint Lawrence ved dens udspring end det samtidige Nedre Canada, der lå længere nede ad floden mod udmundingen i Saint Lawrence-bugten.
Kolonien ophørte med at eksistere i 1841, hvor den blev slået sammen med Nedre Canada til Provinsen Canada.
44°N 80°V / 44°N 80°V